# Eofusulininae
Eofusulininae es una subfamilia de foraminíferos bentónicos de la familia Fusulinidae, de la superfamilia Fusulinoidea, del suborden Fusulinina y del orden Fusulinida. Su rango cronoestratigráfico abarca el Moscoviense (Carbonífero inferior).

## Discusión
Clasificaciones más recientes incluyen Eofusulininae en la subclase Fusulinana de la clase Fusulinata.

## Clasificación
Eofusulininae incluye a los siguientes géneros:
- Eofusulina †
- Neofusulina †
- Paraeofusulina †
- Verella †